# LINPACK
LINPACK은 컴퓨터에서 수치 선형 대수를 처리하기 위한 소프트웨어 라이브러리이다. 1970년대와 1980년대초에 잭 동가라(Jack Dongarra), Jim Bunch, Cleve Moler와 Gilbert Stewart에 의해 포트란으로 작성되었다. 이것의 주요 목적은 슈퍼컴퓨터의 성능을 측정하기 위한 소프트웨어 도구로서 TOP500 슈퍼컴퓨터들을 선정하는데 사용된다. 이후 많은 부분이 현대의 아키텍처에 더 효율적인 LAPACK(Linear Algebra Package)으로 대체되었다. Linpack은 기본적인 벡터와 행렬 연산을 BLAS(Basic Linear Algebra Subprograms) 라이브러리를 이용하여 계산한다. 대부분의 연산은 부동소수점 처리이다.

## 같이 보기
- 슈퍼컴퓨터
- 컴퓨터 클러스터
- 분산 컴퓨팅
- 병렬 컴퓨팅